# Tiszakeresztúr
Tiszakeresztúr (ukránul Перехрестя (Perehresztya / Perekhrestia), oroszul Перекресте (Perekresztye / Perekreste) falu Ukrajnában, Kárpátalján, a Beregszászi járásban.

## Fekvése
Tiszakeresztúr a Kárpátaljai-alföld területén helyezkedik el, a Tiszától északra, a Borzsa folyótól keletre. Nagyszőlőstől 15 km-re terül el, Tiszaújlak előtt, Beregszásztól jövet bekötőúttal kapcsolódik az Ungvár–Beregszász–Rahó országúthoz. Vasútállomása 7 km-re Tiszaújlak. A falu összterülete 1791,7 hektár, ebből 391,4 hektárt foglal el a beépített terület. Földrajzi koordinátái: É.SZ. 48°08′14″, K.H. 22°50′13″
Fő domborzatformája síksági, amelyet a folyók hoztak létre. A terület döntő többsége mára szántóföld, kert, rét és legelő. 
Szomszédos települések: Sárosoroszi (Оросієве), Mizsliszne (Пушкіно), Karácsfalva (Карачин), Tiszaújlak (Вилок), Csetfalva (Четфалва).

## Lakossága
- 1910-ben 514 fő
- 1940-ben 606 fő
- 1944-ben 565 fő
- 1969-ben 705 fő
- 1982-ben 668 fő
- 1989-ben 807 fő, ebből magyar 763
- 1991-ben 801 fő, ebből magyar 700
- 2001-ben 927 fő, ebből magyar 687 fő (74,1%)

Zárt közösségét az utóbbi időben egyre több betelepülő ukrán család lazítja fel. A fiatalság körében nagyméretű az ingázás és az elvándorlás.

## Nevének eredete
Tiszakeresztúr. 1260: Kereztur, 1773: Tisza-Keresztur. A Keresztúr helynév azzal kapcsolatos, hogy a falu templomát a Szent-Kereszt tiszteletére szentelték fel. A megkülönböztető szerepű Tisza-előtag a folyó mellékére utal. A hatósági úton megállapított ukrán Perehresztya, 'Tiszakeresztúr' tudatos ukránosítás eredménye.

## Története

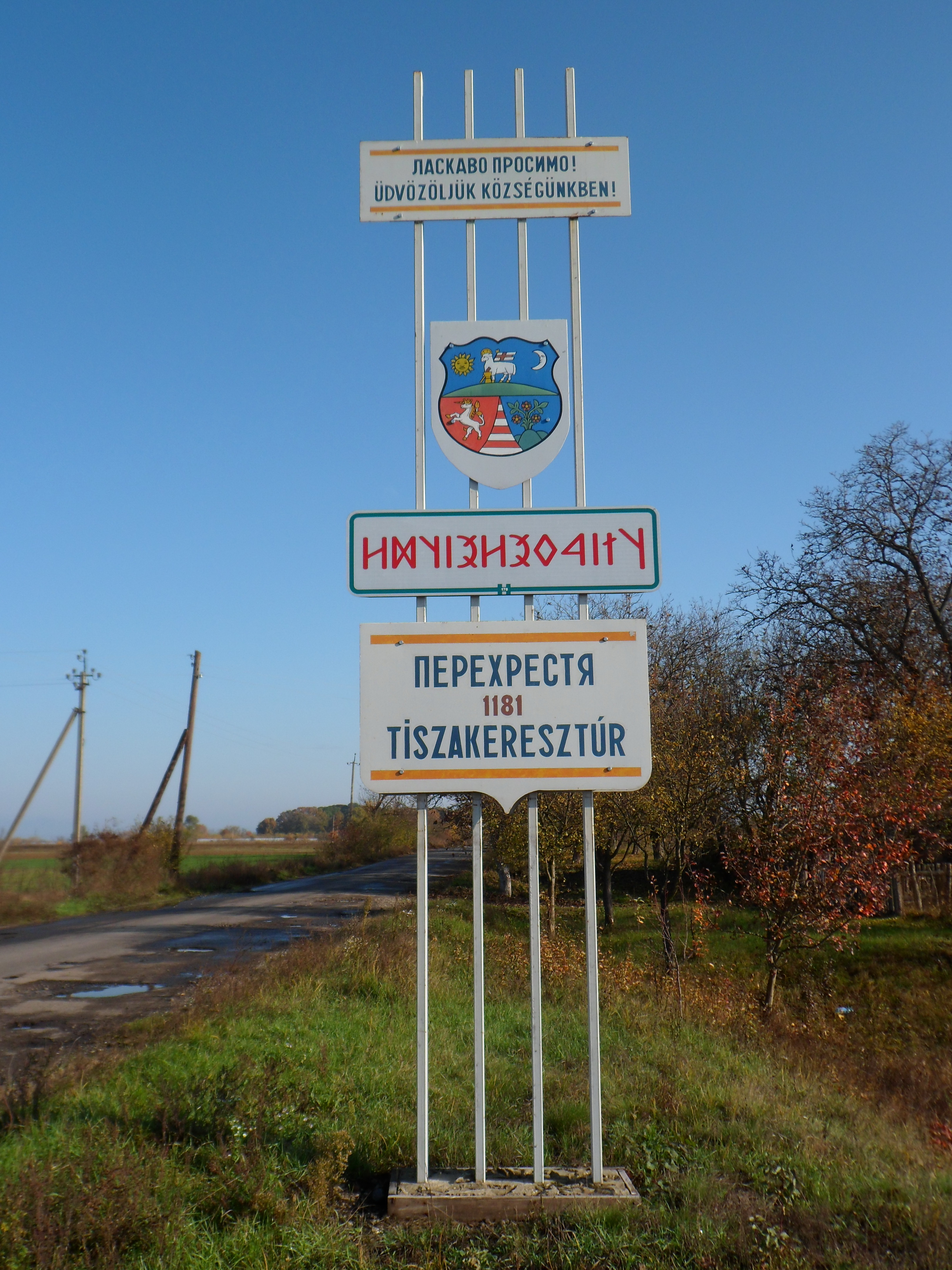
Helynév- és üdvözlőtábla Tiszakeresztúr határában

Határában egy 8-9. századi szláv település nyomai lelhetőek fel, melynek lakói, a fellelt halász- és vadászszerszámok tanúsága szerint, a földművelés mellett jelentős mértékben támaszkodtak a halászatra, valamint a vadászatra.
A települést 1181-ben említik először Cherestur néven, ez időben birtokosa László vajda. A tatárdúlás idején a falu elpusztult, s csak később lett újból lakott.
A falu kezdetben királyi birtok volt, míg csak a 13. század utolsó harmadában V. István király oda nem adományozta azt a Káta nemzetségnek, később pedig az Újhelyiek, majd a Nagyidayak lettek a község földesurai. Közben nagyszámú földnélküli kisnemes költözött be Tiszakeresztúrba, s váltak a lakosság meghatározó rétegévé.
A Rákóczi-szabadságharc kitörését követően több helybeli lakos is beállt a Nagyságos Fejedelem seregébe, az 1704-es lajstromok szerint például a jelzett évben 14 tiszakeresztúri kuruc teljesített szolgálatot Esze Tamás ezeres kapitány ezredében, s harcolt az óvári sáncban, illetve a császári kézen lévő szatmári vár ostrománál.
1717-ben Tiszakeresztúrt is feldúlták az utolsó tatárjárás során Magyarországra betörő török-vazallus krími tatárok.
Vályi András leírása 1796-ból: „KERESZTÚR. Tisza Keresztur. Magyar falu Ugocsa Várm. földes Urai több Uraságok, lakosai reformátusok, fekszik Tisza Újlakhoz közel, mellynek filiája, Karácsfalvától is, 1 1/2 órányira, határja 2 nyomásbéli, terem búzát középszerűen, rozsot, zabot kevesebbet, földgye térséges, és agyagos, erdeje, fája, kaszállója, és legelője van, szőleje nints, piatza Tisza Újlakon.”
1848-ban 60 tiszakeresztúri lépett be a nemzetőrségbe és vett részt az 1848–49-es forradalom és szabadságharc csatáiban.
Fényes Elek leírása 1851-ből: „Tisza-Keresztúr, Bereg-Ugocsa vmegyében, magyar falu, közel a Tiszához: 14 római, 47 g. kath., 468 ref., 10 zsidó lak., ref. anyatemplommal. Földe jó és termékeny; rétjei kétszer kaszálhatok, erdeje kevés. F. u. Újhelyi, s m. t. Üt. post. Tisza-Újlak.”
1870-ben hatalmas tűzvész hamvasztotta el, ekkor az ősi temploma is elpusztult.
1920 előtt Ugocsa vármegye Tiszáninneni járásához tartozott.
A I. világháborúban a faluból sokan teljesítettek katonai szolgálatot, 16-an odavesztek a harcokban. 
1919 március-áprilisában a faluban szovjet tanács működött. A csehszlovák megszállás előtt a falu román inváziót is megsínylett.
1919. szeptember 10-ei Saint-germaini békészerződésben Csehszlovákia fennhatósága alá kerül, de csak az 1920. június 4-i trianoni diktátumban csatolják el Magyarországtól. 1920 és 1938 között Podkarpatská Rus Nagyszőlősi járásának a része. A csehek, hogy megbomlasztják a magyar falvak egységét a térségben, 1923-ban létrehozzák Verbőckolóniát (Puskino).
Az első bécsi döntést követően (1938. november 2.) visszacsatolják a Magyar Királysághoz. 1938-1940 között Bereg és Ugocsa közigazgatásilag egyelőre egyesített vármegye Tiszaújlaki járásához tartozott. 1940-1944 között Ugocsa vármegye Nagyszőlősi járásának a része volt. 1944 októberig állami elemi iskola működött a községben. A szovjet csapatok 1944. október 26-án foglalják el a települést. A málenykij robot során a faluból 56 személyt hurcoltak el, akik közül 44-en tértek csak haza, 12-en pedig odavesztek a fogolytáborokban. A második világháború során Tiszakeresztúrból 13 honvéd halt hősi halált.
1945. június 29. után (a csehszlovák–szovjet szerződés értelmében) az Ukrán SZSZK-hoz csatolják, ahol a Kárpátontúli terület Nagyszőlősi járásának a része lesz.
A KMKSZ tiszakeresztúri szervezete 1989. április 23-án alakult meg közel 100 taggal. 1991-től a független Ukrajna része. 2012-ben felavatták a Kárpátaljai Magyar Kulturális Szövetség által adományozott, a Bethlen Gábor Alapkezelő Zrt. támogatásával készült falunévtáblát, amelyen olvasható a községek hivatalos ukrán és történelmi magyar neve, valamint tartalmazza a település címerét és első említésének dátumát.
2020-ig közigazgatásilag hozzá tartozott Karácsfalva is.

## Nevezetességek
A református templom a középkori eredetű római katolikus templom maradványainak felhasználásával épült fel. Mai eklektikus alakját az 1870-es bővítés, felújítás során nyerte. A templom a mai formáját 1921-ben nyerte. Ekkor épült nyugati homlokzata fölé a hegyes, gúlasisakos torony. Értékesek az úrvacsora edényei, amelyek közül legrégebbi egy 1738-ból való kehely.
A tiszakeresztúri református templom kertjében található emlékmű emlékezik az I. és a II. világháborúkban odaveszett, illetve a sztálini önkény által elhunyt falubeliekre.
Ugyancsak a református templom kertjében, egy mesterségesen kialakított hantra a település lakossága 2000 októberében kopjafát állított a Magyar Millennium emlékére.

## Híres emberek
Itt született Borbély Balázs, Rákóczi egyik kedvelt kuruc tisztje, aki a fejedelem megbecsülést a Tiszabecsi ütközetben tanúsított vitézségével vívta ki. Jókai Mór Szeretve mind a vérpadig című regényében emlékezik meg tetteiről.

## A községi tanács címe
- magyarul: 90320, Kárpátalja, Nagyszőlősi járás, Tiszakeresztúr, Kossuth út 5
- ukránul: 90320, Закарпатська обл., Виноградівський р-н, с.Перехрестя, вул.Кошута,5
- Polgármesteri hivatal telefonszáma: (+380-31-43) 2-68-64

## Külső hivatkozások
- Tiszakeresztúr információk az ukrán Legfelsőbb Tanács honlapján
- SzSzKSz topográfiai térképe
- Ugocsa vármegye domborzati térképe és leírása
- Ugocsa vármegye közigazgatási térképe
- Magyarország helységnévtárai, 1873–1913